# Augusten Burroughs
Augusten Xon Burroughs, właściwie Christopher Robison (ur. 23 października 1965 w Pittsburghu, w stanie Pensylwania) – amerykański pisarz, znany ze swojego pamiętnika Biegając z nożyczkami (bestseller na liście „New York Timesa” przez 2,5 roku), na którego podstawie powstał pełnometrażowy film o tym samym tytule. Jego książki wydawane są w ponad 25 krajach.

## Życiorys
Burroughs jest synem Margaret Robison (poetki i pisarki) oraz nieżyjącego już Johna G. Robisona (dziekana Wydziału Filozofii Uniwersytetu w Amherst w stanie Massachusetts). Matka wysłała go na wychowanie do rodziny swego psychiatry, doktora Rodolpha H. Turcotte’a, do zachodniej części stanu Massachusetts. Burroughs rzucił szkołę w szóstej klasie, w wieku 17 lat otrzymał General Educational Development. Utrzymuje, że przed karierą pisarską pracował w firmie reklamowej. Obecnie mieszka w Nowym Jorku i w Amherst w stanie Massachusetts ze swoim wieloletnim partnerem Dennisem Pilsitsem.
Znajduje się na 15. miejscu opracowanej w marcu 2003 r. listy magazynu „Entertainment Weekly” 25 Najzabawniejszych Ludzi Ameryki.
Proza Burroughsa utrzymana jest w satyrycznym stylu dziennika, naigrawając się z dzisiejszych towarzyskich i socjalnych udziwnień, wyśmiewając się z takich dziedzin jak: reklama, psychiatrzy, religijność rodziny i sieci internetowych sprzedaży. Publikuje głównie w „The New York Times”, „House and Garden”, „Blackbook”, „New York Magazine”, „The Times”, „Bark”, „Attitude” i gejowskim magazynie „Out” oraz w magazynie „Details”. Wcześniej był komentatorem w programie Morning Edition radia NPR.
Książki Burroughsa wydawane są przez St. Martin’s Press i Picardor, a w Polsce przez Wydawnictwo Sonia Draga. Niektóre z dziecięcych doświadczeń zawarł w pamiętniku Biegając z nożyczkami. W czerwcu 2005 r. Turcotte’owie, u których Burroughs spędził dzieciństwo, pozwali go do sądu za ich zniesławienie przez opisanie ekscentrycznej rodziny Finchów.
Filmowa adaptacja powieści Biegając z nożyczkami (2006 r.) z Josephem Crossem w roli głównej wyreżyserowana została przez Ryana Murphy’ego.
W 2005 r. wytwórnie Universal Pictures i Red Wagon Productions zakupiły prawa do nakręcenia filmu opartego na powstającym jeszcze pamiętniku, opisującym relacje młodego Burroughsa z ojcem.

## Kontrowersje
W styczniu 2007 r. miesięcznik „Vanity Fair” opublikował artykuł Ruthless with Scissors (bezpardonowość z nożyczkami) insynuujący, że Burroughs sfabrykował sporą część swoich pamiętników, włącznie ze szczegółami dotyczącymi zabawy w kurację elektrowstrząsową, w której rzekomo brał udział. Rodzina Turcotte’ów twierdzi, że maszyna, która według przekonania Burroughsa, miała być na nim użyta, była po prostu nowiutkim odkurzaczem marki Electrolux. Pozew sądowy opiera się na zarzucie, jakoby książka przedstawiała ich w złym świetle jako brudną i mentalnie niezrównoważoną grupę religijną, zaangażowaną w groteskową, czasem nawet kryminalną działalność. W takiej sytuacji autor, przy pełnym współudziale wydawcy, mógł nawet sfabrykować zdarzenia, które nigdy nie miały miejsca oraz wymyślić rozmowy, których nigdy nie było. Nawet jeśli ma to znamiona prawdy, praca Burroughsa jest sensacyjna i przedstawia jego wiarygodność jako talent i nadzwyczajną zdolność do tworzenia realistycznych prac.
Burroughs utrzymuje, że od wczesnego dzieciństwa prowadził niezliczone dzienniki, które były motywami do powieści. Vanity Fair jednak twierdzi, że ani rodzina Turcotte’ów, ani ich prawnicy nie widzieli dzienników Burroughsa. Na pisemną prośbę ich okazania Burroughs nigdy nie odpowiedział. Burroughs utrzymuje, że dzienniki zniszczył w okresie, gdy nadużywał alkoholu.

## Twórczość
- 2000: Sellevision
- 2002: Biegając z nożyczkami (Running with Scissors)
- 2003: Spragniony (Dry)
- 2004: Magical Thinking: True Stories
- 2006: Possible Side Effects